# Kavarna Rock Fest
Il Kavarna Rock Fest è un festival che si svolge ogni anno al Kavarna Stadium di Kavarna, in Bulgaria.
Fino al 2010 il nome del festival era Kaliakra Rock Fest.

## 2006
La prima edizione del festival, della durata di un solo giorno, è stata il 25 agosto 2006, ed ha visto partecipare:
Testament,
Helloween and
Twisted Sister.

## 2007
La successiva edizione si è svolta nel 2007. È andata avanti per tre giorni, ed hanno partecipato:
28 giugno — Heaven & Hell
29 giugno — Motörhead
30 giugno — Manowar
Il concerto dei Manowar è stato ripreso e commercializzato dalla band. In più, la band ha cantato l'inno nazionale in bulgaro, per il piacere del pubblico.

## 2008
La terza edizione si è svolta nel 2008, con partecipanti:
5 luglio — Holy Hell and Manowar
6 luglio — Sixth Sense and Alice Cooper
7 luglio — Slayer and In Flames
Il calendario ufficiale del comune di Kavarna riportava la foto dei Manowar. In questa occasione hanno registrato il record del loro concerto più lungo, suonando per 5 ore.

## 2009
La quarta edizione si è svolta nel 2009, e le band principali (e gruppi spalla) erano:
1 luglio - Mötley Crüe (Lauren Harris)
2 luglio - Scorpions (Edguy, Blind Guardian)
3 luglio - Dream Theater, Cynic

## 2010
Nel 2010 il nome del festival fu cambiato in quello attuale. È stato organizzato da Loud Concerts insieme con il comune di Kavarna. La line-up era:
23 luglio - Tarja, Doro, Epica, Leaves' Eyes, Atrocity
24 luglio - Destruction, Sodom, Kreator, Korpiklaani
25 luglio - Accept, Primal Fear, Annihilator, Voivod
La radio ufficiale del festival era radio Tangra

## 2011
La sesta edizione si è svolta nel 2011, ed ha visto partecipare:
15 luglio - Paradise Lost, Sonata Arctica, Katatonia, Dreamshade
16 luglio - Opeth, Moonspell, Tiamat, Sylosis
17 luglio - Arch Enemy, Lake of Tears, Suicidal Angels

## 2012
La settima edizione si è svolta nel 2012, ed ha visto partecipare:
13 luglio - Dio Disciples, Glenn Hughes, Michael Schenker Group, B.T.R.
14 luglio - Stryper, Dokken, Big Noize (feat Sebastian Bach), D2&Dicho
15 luglio - Lizzy Borden, Kamelot, Rhapsody of Fire, Ahat, Renagat

## 2013
La ottava edizione si è svolta nel 2013, ed ha visto partecipare:
1 giugno - Accept, Thunder, Aria, Cherno Feredzhe
2 giugno - Deep Purple, Doro Pesch, Alisa, Analgin

## 2014
La nona edizione si è svolta nel 2014, ed ha visto partecipare:
27 giugno - Signal, Black Sea Battle Of The Bands
28 giugno - Europe, Krokus, Pretty Maids, Uli Jon Roth
29 giugno - Helloween, Sabaton, Gotthard, Jorn

## 2015[16]
La decima edizione del festival si è svolta nel 2015 ed ha visto partecipare:
26 June - Jägermeister Battle of the Bands
27 June - Within Temptation, Unisonic, Kamelot, Delain, una band vincitrice dello Jägermeister Battle of the Bands
28 June - Twisted Sister, HammerFall, UFO, Candlemass, una band vincitrice dello Jägermeister Battle of the Bands

## 2016
La undicesima edizione si è svolta nel luglio 2016, ed ha visto partecipare:
2 July - Axel Rudi Pell, Therion, Varg, Odd Crew, E-an-na
3 July - Avantasia, Soilwork, Myrath, Last Hope, Tiarra

Quella del 2016 è stata l'ultima edizione del festival, e secondo alcune fonti la causa è stata la nuova amministrazione locale ostile a questo tipo di eventi. Nel 2018 un festival che ha tentato di portare avanti l'eredità del Kavarna Rock Fest è stato organizzato al porto di Varna col nome di Varna Mega Rock Festival.